# Yogan Santos
Yogan Santos (Gibilterra, 15 gennaio 1985) è un ex calciatore gibilterriano, di ruolo centrocampista.

## Carriera
Ha esordito con la Nazionale di Gibilterra il 1º marzo 2014 nella partita persa in casa contro le Fær Øer (1-4).

## Statistiche

### Cronologia presenze e reti in Nazionale
| Cronologia completa delle presenze e delle reti in nazionale ― Gibilterra | Cronologia completa delle presenze e delle reti in nazionale ― Gibilterra | Cronologia completa delle presenze e delle reti in nazionale ― Gibilterra | Cronologia completa delle presenze e delle reti in nazionale ― Gibilterra | Cronologia completa delle presenze e delle reti in nazionale ― Gibilterra | Cronologia completa delle presenze e delle reti in nazionale ― Gibilterra | Cronologia completa delle presenze e delle reti in nazionale ― Gibilterra | Cronologia completa delle presenze e delle reti in nazionale ― Gibilterra |
| Data                                                                      | Città                                                                     | In casa                                                                   | Risultato                                                                 | Ospiti                                                                    | Competizione                                                              | Reti                                                                      | Note                                                                      |
| ------------------------------------------------------------------------- | ------------------------------------------------------------------------- | ------------------------------------------------------------------------- | ------------------------------------------------------------------------- | ------------------------------------------------------------------------- | ------------------------------------------------------------------------- | ------------------------------------------------------------------------- | ------------------------------------------------------------------------- |
| 1-3-2014                                                                  | Gibilterra                                                                | Gibilterra                                                                | 1 – 4                                                                     | Fær Øer                                                                   | Amichevole                                                                | -                                                                         | 46’                                                                       |
| 5-3-2014                                                                  | Gibilterra                                                                | Gibilterra                                                                | 0 – 2                                                                     | Estonia                                                                   | Amichevole                                                                | -                                                                         |                                                                           |
| 11-10-2014                                                                | Dublino                                                                   | Irlanda                                                                   | 7 – 0                                                                     | Gibilterra                                                                | Qual. Euro 2016                                                           | -                                                                         | 58’                                                                       |
| 14-10-2014                                                                | Faro                                                                      | Gibilterra                                                                | 0 – 3                                                                     | Georgia                                                                   | Qual. Euro 2016                                                           | -                                                                         | 76’                                                                       |
| 14-11-2014                                                                | Norimberga                                                                | Germania                                                                  | 4 – 0                                                                     | Gibilterra                                                                | Qual. Euro 2016                                                           | -                                                                         | 58’                                                                       |
| Totale                                                                    |                                                                           | Presenze                                                                  | 5                                                                         |                                                                           | Reti                                                                      | 0                                                                         |                                                                           |